# Naoya Ishigami
Naoya Ishigami (Ibaraki, 2 maart 1985) is een Japans voetballer.

## Carrière
Naoya Ishigami speelde tussen 2007 en 2011 voor Kashima Antlers, Cerezo Osaka en Shonan Bellmare. Hij tekende in 2012 bij Oita Trinita.